# Церква Святої Катерини (Загреб)
Церква Святої Катерини Александрійської (хорв. Crkva svete Katarine Aleksandrijske) — католицький храм, соборна церква Загребської архідієцезії у столиці Хорватії місті Загребі; цінна історико-архітектурна пам'ятка доби бароко, одна з найкрасивіших загребських церков. Храм освячений на честь святої Катерини Александійської.
Храм розташований у загребському середмісті — у Верхньому місті (Горнім граді) на площі св. Катерини (Katarinin trg).

## Історія
На місці сучасної загребської церкви Святої Катерини спершу стояла невелика домініканська церква ще з XIV століття, яка потім у часи турецького вторгнення використовувалась як військовий склад.
З приходом єзуїтів у Загреб (1-а половина XVII століття) храм був переданий під їх управу. Оскільки первісна церква була вже замалою, ще й доволі пошкодженою, єзуїти у 1620—32 роках здійснили будівництво та оздоблення нового храму. Поруч із церквою звели також монастир (зараз Галерея Кловичів двір). Церква Святої Катерини двічі горіла в пожежах — у 1645 і 1674 роках, тоді була знищена на попел. Відбудові церкви допомогли хорватські вельможі, які в свою чергу, за звичаєм, отримали право розмістити на стінах церкви фамільні герби, а також привілей бути похованим у церкві з поставленим надгробком.
Після заборони єзуїтів (1773) церква Св. Катерини була передана парафії Святого Марка у 1783 році, а від 1874 року стала соборною церквою.
У XIX—ХХ століттях церква Святої Катерини неодноразово реконструювалася й реставрувалася.

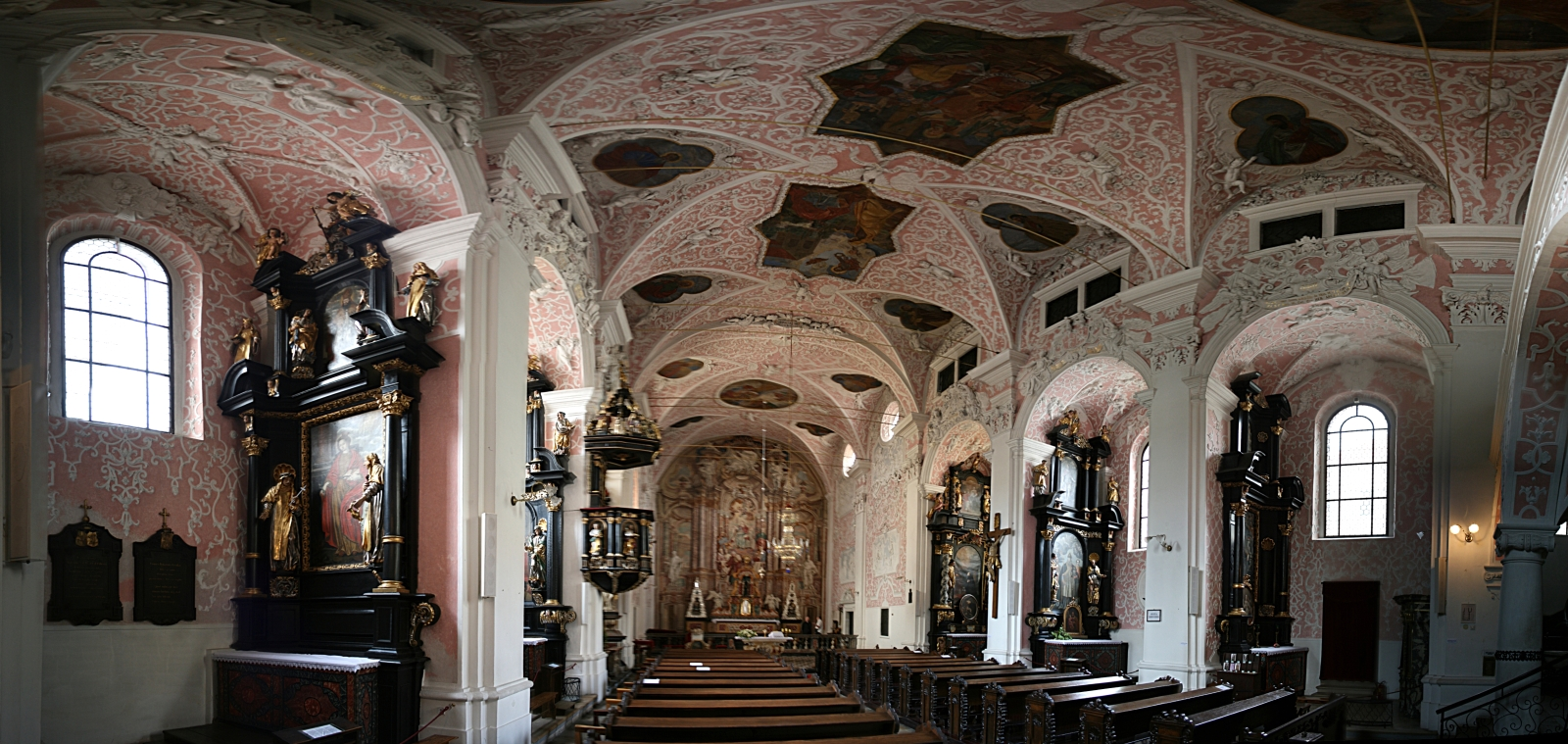
Інтер'єри церкви св. Катерини в Загребі

## Опис
Церква Святої Катерини у Загребі вважається однією з найкрасивіших. Це однонефна культова споруда з шістьма бічними каплицями (капелами) й апсидою. У капелах розміщені п'ять дерев'яних вівтарів у стилі бароко (XVII століття) і один мармуровий, датований 1729-м роком.
Інтер'єри храму містять низку дуже гарних зразків барокового мистецтва. Це, зокрема стуккові барельєфи роботи італійського художника Антоніо Квадріо (Antonio Quadrio), що датуються 1720-ми роками. Склепіння нави зі сценами, що зображують життя святої Катерини, авторства Джуліо Квальї (Giulio Quaglia). Також прикметним є храмовий вівтар святого Ігнатія роботи Франческо Робба (Francesco Robba). Позаду головного вівтаря, що датується 1762-м роком, є фреска «Свята Катерина серед александрійських філософів і письменників», яку писав Кристоф Андрей Єловшек (Kristof Andrej Jelovšek).